# Embuste
Um embuste (em inglês hoax) é uma tentativa de enganar um grupo de pessoas, fazendo-as acreditar que algo falso é real. Há frequentemente algum objeto material envolvido com aquilo que é realmente uma falsificação; todavia, é possível perpetrar um embuste fazendo somente declarações verdadeiras usando palavreado ou contexto pouco usual. Diferentemente da fraude ou do "conto do vigário" (os quais geralmente têm uma audiência de uma ou de poucas pessoas), e que são perpetrados com o fito de obter ganhos materiais e financeiros ilícitos, um embuste é frequentemente perpetrado como um trote, para causar constrangimento ou para provocar uma mudança social tornando as pessoas cônscias de algo. Muitos embustes são motivados pelo desejo de satirizar ou educar ao expor a credulidade do público e da mídia em relação ao absurdo do alvo. Por exemplo, os embustes de James Randi fazem troça dos que acreditam no paranormal. Os vários embustes de Joey Skaggs satirizam nossa disposição para acreditar na mídia.
Embustes políticos são por vezes motivados pelo desejo de ridicularizar ou enxovalhar opositores políticos ou instituições políticas, frequentemente antes das eleições. Governos frequentemente perpetram embustes para ajudá-los na realização de metas impopulares, tais como declarar guerra (por exemplo, o Despacho de Ems). De fato, há frequentemente uma mistura de embuste direto e supressão e gerenciamento da informação para dar a impressão desejada. Em tempo de guerra, rumores abundam; alguns podem ser embustes deliberados.
Há frequentemente consideráveis controvérsias, sobre se um dado factoide deve ser considerado como verdade ou embuste.
O embuste é frequentemente  praticado nos meios militares, onde um agente tenta humilhar o subordinado, na intenção de se mostrar poderoso. Atacando com mentiras, conversas inventadas ou aumentadas na tentativa de prejudicar a imagem do terceiro. No entanto, se demostra um fracassado covarde, com problemas de gestão do seu efetivo. O embusteiro militar é o indivíduo que tenta, forçosamente ou não, demonstrar que está em um patamar acima dos outros militares. O embuste também ocorre quando um militar coloca na farda todos os brevês de cursos operacionais ou sai na folga fardado para se mostrar.
No âmbito do folclore, faz referência a lendas urbanas e boatos, mas o folclorista Jan Harold Brunvand argumenta que a maioria deles não têm evidência de criações deliberadas de falsidade e são passados ao longo de boa-fé pelos crentes ou como piadas;
No âmbito da brincadeira ou jogo, é relacionado a trote (brincadeira que causa constrangimento);
No âmbito do jogo, é relacionado à trapaça/batota (por Robert Nares);
No âmbito industrial, tende a indicar "fabricações relativamente complexos e de grande escala" que possuem problemas/enganos que vão além da "causa de prejuízo material ou dano à vítima" meramente lúdico.

## Hoax
No âmbito da informática, hoax (na tradução literal: "embuste" ou "farsa", derivado do encantamento hocus-pocus, "trapaça") são boatos em forma de mensagens, histórias ou notícias comumente disseminados na Internet, via e-mail e  redes sociais, cujo conteúdo consiste em apelos, geralmente dramáticos, de cunho sentimental, religioso ou difamatório. Há também  as conhecidas "correntes" de supostas campanhas filantrópicas ou de socorro pessoal, as cobranças bancárias e os avisos sobre falsos vírus cibernéticos que ameaçam contaminar ou formatar o disco rígido do computador. A propagação desses boatos na internet pode ser muito rápida.
O hoax tem por finalidade levar os usuários ingênuos ou inexperientes a distribuir a mensagem para o maior número possível de indivíduos, com os possíveis intuitos de:
- Entupir os servidores de e-mail.
- Polemizar ou atestar algo sobre alguém cuja reputação se pretenda engrandecer ou difamar indevidamente.
- Construir uma base de dados, aproveitando-se dos endereços de e-mail obtidos através do encaminhamento de mensagens, para posterior venda ou envio de anúncios utilizando spam.
- Controlar o computador do utilizador a distância (remotamente) através da instalação de softwares maliciosos.

## Exemplos historicamente significativos
- Os Protocolos dos Sábios de Sião, uma grande influência nas teorias da conspiração modernas, relata um suposto plano de domínio global por parte dos judeus. Embora apócrifo, instrumentalizou o antissemitismo durante os últimos 100 anos.
- O discurso de Polly Baker, freqüentemente citado como a a primeira tentativa norte-americana de promover os direitos das mulheres, foi na realidade escrito por Benjamin Franklin.
- O Despacho de Ems precipitou a Guerra Franco-Prussiana de 1870-71.
- A Carta de Zinoviev é vista como tendo sido fundamental para a vitória do Partido Conservador do Reino Unido nas eleições gerais de 1924.
- O discurso de Cincinnati, pronunciado pelo presidente George W. Bush em sete de outubro de 2001, com o intuito de legitimar o início das movimentações para a invasão na Guerra do Iraque, fazendo a associação do governo iraquiano aos Ataques de 11 de setembro de 2001 e à produção de Armas de destruição em massa, químicas e biológicas.

## Acontecimentos
Thomas Ady's, no livro "Uma vela no escuro" (1656), define como um tratado sobre a natureza das bruxas e bruxaria.
Segundo o professor Lynda Walsh da Universidade de Nevada, alguns boatos como A Grande Fraude da Bolsa de 1814], rotulados como uma farsa por contemporâneos comentaristas são de natureza financeira, e fraudadores, tais sucesso como PT Barnum, cujo [Fiji mermaidcontribuiu para a sua riqueza, muitas vezes adquirir ganho monetário ou fama através de suas invenções, de modo a distinção entre hoax e fraude não é necessariamente clara. Alex Boese, o criador do Museu de trotes , afirma que a única diferença entre eles é a reação do público, porque a fraude pode ser classificada como um hoax, quando o seu método de aquisição de ganho financeiro cria um grande impacto público ou captura a imaginação das massas.
Um dos boatos da mídia mais cedo gravadas é uma farsa almanaque publicado por Jonathan Swift sob o pseudônimo de Isaac Bickerstaff em 1708.  Swift previu a morte de John Partridge , um dos principais astrólogos na Inglaterra naquela época, no almanaque e mais tarde emitiu uma elegia no dia que Partridge supostamente teria morrido. A reputação de Partridge foi danificada com o resultado e seu almanaque astrológico não foi publicado pelos seis anos seguintes.
É possível cometer uma farsa, fazendo apenas afirmações verdadeiras usando texto ou contexto não familiar, como na brincadeira do monóxido de di-hidrogénio. Hoaxes políticos às vezes são motivados pelo desejo de ridicularizar ou denegrir políticos opostos ou instituições políticas , muitas vezes antes das eleições.
Um boato é muitas vezes concebido como uma brincadeira ou para causar constrangimento, provocar uma mudança social ou política por meio da conscientização de algo do povo. Ela também pode surgir a partir de um objetivo de marketing ou publicidade. Por exemplo, para o mercado um filme de comédia romântica , diretor encenou um "incidente" falso durante um suposto casamento , que mostrou uma noiva e um padre sendo arremessados em uma piscina por uma queda desajeitada de um padrinho. O resultado do videoclipe de casamento de Chloe e Keith foi carregado para o YouTube e foi visto por mais de 30 milhões de pessoas e que o casal foi entrevistado por vários talk shows.  Os espectadores foram iludidos a pensar que era um clipe autêntico de um acidente real de um casamento real; mas uma história em EUA hoje , em 2009, revelou que era um trote.
Uma linha de fronteira entre a ficção e o boato é uma transmissão de rádio 1938 por Orson Welles descrevendo um marciano invadindo a terra. Muitas pessoas que sintonizaram sem ouvir a introdução do programa de ficção estavam preocupados que a invasão era real. Tem sido sugerido que Welles sabia a programação de um popular programa em outro canal, e agendado o primeiro relato da invasão, para coincidir com um intervalo comercial no outro programa para que as pessoas de comutação estações seriam enganados.
Os governos, por muitas vezes, espalharam informações falsas para ajudá-los com objetivos, como ir para a guerra; o "Dossier Iraque" é um exemplo disso; estes muitas vezes vem sob o título de propaganda negra. Há muitas vezes uma mistura de farsa pura e simples e supressão e gestão da informação para dar a impressão desejada.